# بروك سميث (كرة سلة)
بروك سميث (بالإنجليزية: Brooke Smith)‏ مواليد 30 أبريل 1984 في سان أنسيلمو، هي لاعبة كرة سلة أمريكية. تم اختيارها من قبل فريق مينيسوتا لينكس خلال الدرافت ولعبت معه في دوري الاتحاد الوطني لكرة السلة النسائية. فازت بلقب دوري المحترفات.

## روابط خارجية
- بروك سميث على موقع الاتحاد الوطني لكرة السلة النسائية (الإنجليزية)
- بروك سميث على موقع كرة السلة الأوروبية.كوم (الإنجليزية)
- بروك سميث على موقع كلية كرة السلة في سبورتس رفرنس.كوم (الإنجليزية)
- بروك سميث على موقع بروبوليرز (الإنجليزية)
- بروك سميث على موقع سبورتس رفرنس (الإنجليزية)